# ホソイ
ホソイ（学名 : Juncus setchuensis）は、イグサ科の一種である植物。イグサによく似た植物で、茎が白みを帯びた緑色で細かな縦溝がある。

## 特徴
針状の茎だけが林立するような形の多年生の草本。根茎は横向きに伸び、そこから多数の茎を列をなして密生させる。草丈は30-50cmで、その大部分は茎で、先端部は花序の苞葉である。葉は茎の基部の鞘としてのみあり、下部の鞘状の葉は紫褐色を呈する。葉身はない。茎は円筒形で白みを帯びた緑色となっており、その表面には多数の縦向きに伸びる溝が多数ある。茎の先端からは苞葉が伸びるが、茎の延長のようになっており、その形は茎と同じで、その基部に生じる花序の長さより遙かに長い。
花序は茎の先端から出て、その基部から苞葉が伸びるのだが、苞葉が茎の延長の形になっているので、花序は頂生ではあるが、一見では長い茎の途中の側方に出る（側生）ように見える。花期は夏で盛夏に開花して秋に結実する。花は集散花序に着き、花序では4-5本の柄がはっきりしていて、それらはほぼ直立する。その先に出て花を付ける小枝は横向きの角度で出る(開出)。花は小さくて淡緑色をしており、枝の上にまばらに着いている。花被片は6で、長さは約2mm、卵状披針形で先端は尖っている。雄しべは3で、長さは花被片より短く、葯と花糸がほぼ同じ長さとなっている。子房は1個で、花柱は先端の方で3つに分かれている。蒴果は熟すと黄褐色になり、長卵形で花被片より長くなる。また不完全な3室となっている。
和名は牧野原著(2017)は「やせて細いイ」としている。実際に細いのかどうかについては図鑑等ではほぼ触れられておらず、またイグサの方が非常に変異が大きいので、本種の方が細いという判断は出来そうにない。

## 分布と生育環境
日本では本州から九州に、国外では朝鮮半島と中国から知られる。
水湿地に生える。ちなみに角野(2014)にはイグサは掲載されているが本種に関しては言及すらない。

## 分類
本種は狭義には J. setchuensis var. effusoides とされる。ただし佐竹他(1982)や等かつての図鑑ではこの学名を頭に出していたのに対して、牧野原著(2017)や大橋他(2015)などでは頭記の広義の学名を頭に出してあり、この区別がそれほど重要でないとの判断があるのかも知れない。

## 類似種
イグサ属には世界で300種以上、日本に24種とかなりの種数があり、根出葉の発達するコウガイゼキショウのようなものから本種のような針山のようなものまでがある。本種に似た姿でもっとも普通なのはイグサ J. decipiens である。本種はこれによく似ているが、本種では茎に明瞭な縦溝があること、蒴果が花被片よりやや長いことなどで区別できる（イグサでは茎は滑らかで蒴果は花被片とほぼ同長）。また茎の色が白みを帯びた緑であること、花序の軸が長いことなども区別ポイントになる。花序の形に関しては、イグサでは花序の枝の一部が下向きに伸びることがあるのに対して、本種ではすべて斜め上に伸びる、という点も指摘されている。
名前の上でよく似ているのがエゾホソイ J. filiformis である。形態的にもイグサに似ていて茎の表面に縦溝がある点なども似ているが、花序には花を3-6個しか付けず、また雄しべが6本ある(本種では3)等の点で異なる。この種は本州北部から北海道の高山などに見られる寒冷地の植物である。
これら以上に本種に似ているのがコゴメイである。これは1990年頃から確認されるようになった外来種で、海岸近くや河川敷などに見られ、やはり茎には縦溝が多数あり、イグサより本種に似た植物である。本種もイグサも茎の随が連続しているのに対し、随がはしご状に断続しているので、判別するには茎を縦に裂くとよい。指で引き裂くだけで簡単に見分けられる。なお、本種の学名は確定しておらず、類似の複数種が含まれているものとの考えもある。

## 保護の状況
環境省のレッドデータブックには取り上げられていないが、県別では埼玉県、長野県、山口県、高知県、愛媛県、宮崎県、鹿児島県で指定がある。ただしいずれも指定のレベルは高くない。分布は広いがややむらがあるようである。愛媛県では複数箇所に生育地が発見されたものの、個体数は多くないとし、生育環境の遷移などによって減少する恐れがあるとされている。湿地性の植物に対する標準的な配慮であるが、こんな風に心配してもらえているのを見るのが珍しいくらい、イグサの陰に隠れて取り上げられることが少ないイメージがある。